# Матісс Дідден
Матісс Дідден (фр. Matisse Didden, нар. 8 жовтня 2001) — бельгійський футболіст, захисник нідерландського клубу «Утрехт».

## Ігрова кар'єра
Народився 8 жовтня 2001 року. Вихованець юнацьких команд футбольних клубів «Ньєль», «Бохолтер» та «Патро Ейсде». 10 березня 2018 року дебютував за першу команду «Патро Ейсде» в матчі проти «Дендера» (2:1) у третьому за рівнем дивізіоні Бельгії. Загалом провів у рідній команді один сезон, взявши участь у 5 матчах чемпіонату.
Влітку 2018 року Дідден перейшов у «Генк», де почав виступати за юнацьку команду. З 2022 року став виступати за резервну команду, а за першу команду провів лише один матч — 27 серпня 2022 року в матчі чемпіонату проти «Серена» (4:0), вийшовши на заміну на 87-й хвилині замість Карлоса Куести.
Влітку 2023 року захисник перейшов до нідерландської «Роди». 11 серпня у матчі проти «Гелмонд Спорта» (4:1) він дебютував в Ерстедівізі, другому дивізіоні країни. 22 січня 2024 року в поєдинку проти «Ейндговена» (3:0) Матісс забив свій перший гол за «Роду». Більшість часу, проведеного у складі «Роди», був основним гравцем захисту команди.
Влітку 2024 року він до клубу вищого дивізіону, «Утрехта», підписавши чотирирічний контракт. Станом на 14 жовтня 2024 року відіграв за команду з Утрехта 4 матчі в національному чемпіонаті.

## Статистика виступів

### Статистика клубних виступів
Станом на 14 жовтня 2024
| Сезон             | Команда           | Чемпіонат         | Чемпіонат | Чемпіонат | Національний кубок | Національний кубок | Національний кубок | Континентальні кубки | Континентальні кубки | Континентальні кубки | Інші змагання | Інші змагання | Інші змагання | Усього | Усього | Усього |
| Сезон             | Команда           | Ліга              | Ігор      | Голів     | Ліга               | Ігор               | Голів              | Ліга                 | Ігор                 | Голів                | Ліга          | Ігор          | Голів         | Ігор   | Голів  |        |
| ----------------- | ----------------- | ----------------- | --------- | --------- | ------------------ | ------------------ | ------------------ | -------------------- | -------------------- | -------------------- | ------------- | ------------- | ------------- | ------ | ------ | ------ |
| 2017–18           | «Патро Ейсде»     | Д3                | 5         | 0         | КБ                 | 0                  | 0                  | -                    | -                    | -                    | -             | -             | -             | 5      | 0      |        |
| 2022–23           | «Йонг Генк»       | Д2                | 22        | 2         | -                  | -                  | -                  | -                    | -                    | -                    | -             | -             | -             | 22     | 2      |        |
| 2022–23           | «Генк»            | Д1                | 1         | 0         | КБ                 | 0                  | 0                  | -                    | -                    | -                    | -             | -             | -             | 1      | 0      |        |
| 2023–24           | «Рода»            | ЕЕД               | 32+2      | 1+0       | КН                 | 1                  | 1                  | -                    | -                    | -                    | -             | -             | -             | 35     | 2      |        |
| 2024–25           | «Утрехт»          | ЕД                | 4         | 0         | КН                 | 0                  | 0                  | -                    | -                    | -                    | -             | -             | -             | 4      | 0      |        |
| Усього за кар'єру | Усього за кар'єру | Усього за кар'єру | 64        | 3         |                    | 1                  | 1                  |                      | -                    | -                    |               | -             | -             | 65     | 4      |        |